# Чоратан
Чората́н (арм. Չորաթան) — село в Тавушской области Армении. На севере от него расположено село Мовсес, на западе — село Норашен, на юге — село Арцваберд, а на востоке — село Айгедзор. Село лишено питьевой воды.
Главой сельской общины является Варужан Багманян.

## География
Расположено в 64 км к востоку от райцентра — города Иджевана, на высоте 1000 м над уровнем моря.

## Армяно-азербайджанский конфликт
Хотя село и не является приграничным (до границы есть ещё одно село Мосес), но село также сильно пострадало от войны. 17 марта 1991 года утром неизвестными лицами был похищен житель села Чоратан Григор Заргарян, а спустя 33 часа возвращен со следами насилия и отрезанным ухом.
Григору Серобовичу — 61 год. 17 марта, как обычно, он работал на винограднике на приграничном с Азербайджаном участке Карап, находясь при этом в 20 метрах от границы. В половине одиннадцатого к нему подошли трое вооруженных азербайджанцев (один из них был в милицейской форме) и предложили пойти с ними. Заргарян, естественно, отказался. Тогда все трое набросились на него, скрутили руки и насильно потащили за собой. На дороге их уже поджидала машина — «УАЗ - 469», в которую втолкнули пожилого человека и увезли в сторону Агдама. — сказал начальник Таушского РОВД подполковник милиции Миша Межлумян.
Как потом рассказал сам Заргарян, его все это время избивали, а потом, оставив в нижнем белье, босым заперли в каком-то гараже, куда то и дело наведывался некто по имени Али и избивал его. Последнее, что он смог вспомнить: спустя некоторое время его вывели из гаража, завязали глаза и куда-то увезли. Потом в каком-то помещении к измученному Григору Серобовичу, руки которого были связаны, подошёл молодой мужчина и ножом, отрезал ему правое ухо.
Узнав о похищении, мы немедленно связались с РОВД Таузского района соседней республики, сообщили о случившемся. Там Григора Серобовича нашли и выразили готовность в любое удобное для нас время вернуть. Договорились на 18 марта на нейтральной территории между поселком Айгепар и селом Алибейли в 19 часов. Противоположная сторона в назначенное время не явилась. Ждали мы их довольно долго. Когда окончательно стемнела, они, наконец, появились. Голова Заргаряна была забинтована, поверх была надета ушанка. Он находился в шоковом состоянии. Об отрезанном ухе стало известно уже в больнице.

## Население
| Год         | 1831 | 1897 | 1926 | 1939 | 1959 | 1970 | 1979 | 1989 | 2001 | 2004 | 2008 |
| ----------- | ---- | ---- | ---- | ---- | ---- | ---- | ---- | ---- | ---- | ---- | ---- |
| Численность | 413  | 395  | 743  | 1022 | 1283 | 1368 | 1138 | 1121 | 1088 | 1136 | 1060 |

## Экономика
Население занимается животноводством, виноградарством, садоводством, выращиванием табака, зерновых и кормовых культур.

## Памятники истории и культуры
В деревне и её окрестностях находятся церковь Святой Рипсимэ (1683 г.), часовня XVII века, кладбище с хачкарами XVII—XVIII веков.

## Известные уроженцы
- Варужан Багманян
- Мирзоян Самсон Саркисович — участник ВОВ, награждён орденом Отечественной войны I степени